# Tyrannochthonius diabolus
Tyrannochthonius diabolus es una especie de arácnido  del orden Pseudoscorpionida de la familia Chthoniidae.

## Distribución geográfica
Se encuentra en Alabama (Estados Unidos).